# دويتشر فولكسفيرباند

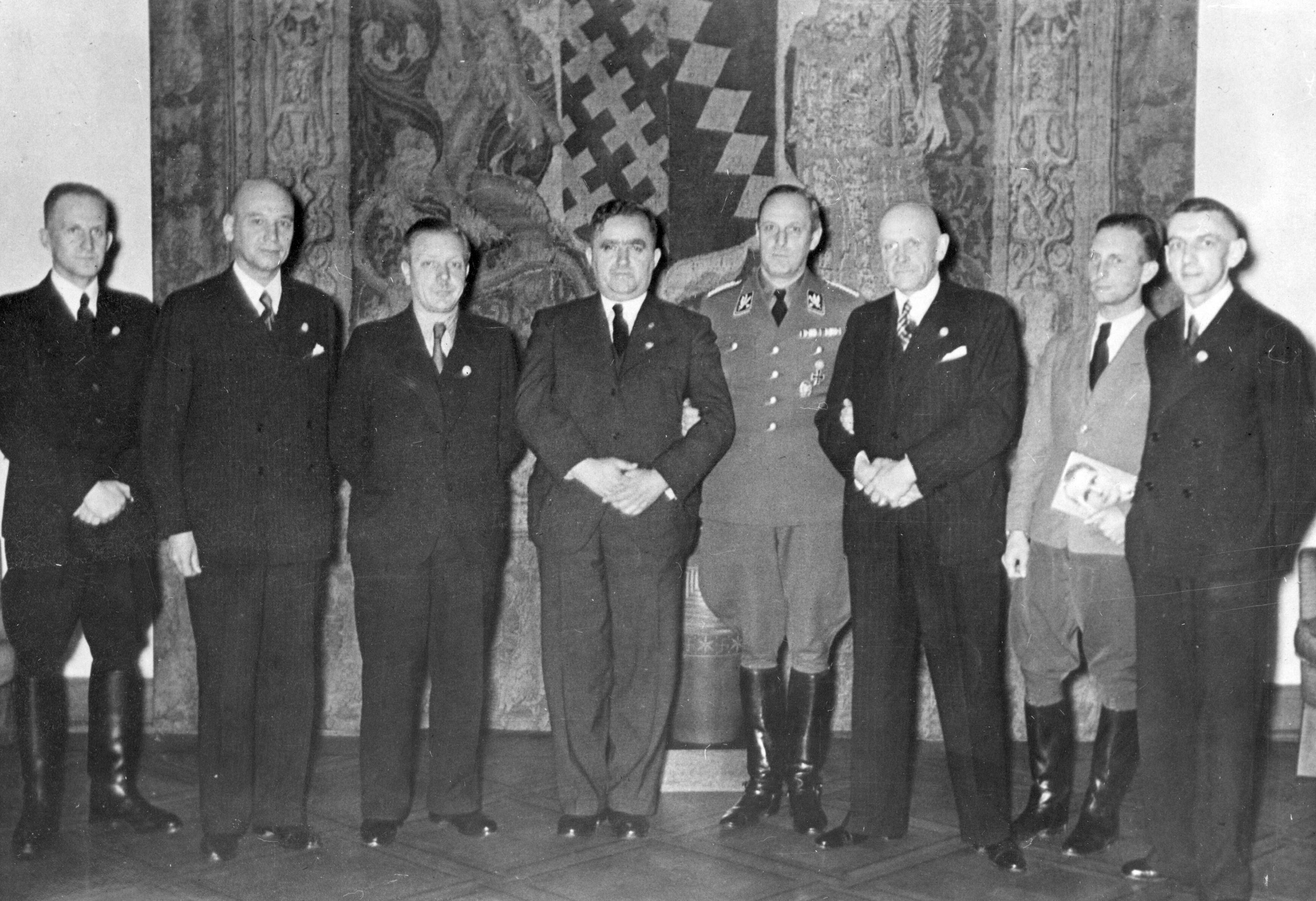
تزينت فولكس دويتشه بشارة الحزب الذهبي من أدولف هتلر في برلين بعد غزو بولندا في عام 1939.

دويتشر فولكسفيرباند (DVV)، أو اتحاد الشعب الألماني في بولندا، حزبًا سياسيًا يمينيًا متطرفًا من النازية، تأسس عام 1924 في وسط بولندا من قبل أفراد من الأقلية الألمانية الذين لم يرغبوا في الانضمام إلى كتلة الأقلية في البرلمان البولندي سيم.   
دعمت وزارة الخارجية الألمانية بقوة حزب دويتشر فولكسفيرباند من خلال القنصلية الخاصة بها في بولندا لعدد من الأسباب، أحدها وجود منظمة Deutscher Kultur- und Wirtschaftsbund (DKWB) الموالية لبولندا صراحة في لودز، والتي كانت تنتقد حكومة فايمار.   في عام 1935 تم استبدال Utta بـLudwig Wolff، وهو نازي ملتزم. 

## عملية
بحلول أواخر ثلاثينيات القرن العشرين، كانت بولندا بأكملها مغطاة بمنظمات عرقية ألمانية مدعومة مالياً من قبل وزارة خارجية الرايخ الثالث. نمت عضوية Deutscher Volksverband (DVV) إلى أكثر من 25000 مشارك في عام 1937.  وقد ساعده المبعوثون الذين وصلوا إلى بولندا قادمين من ألمانيا وقادهم أبووير ،  بهدف إنشاء ما يسمى بالعمود الخامس بين فولكس دويتشه ،  وأي مستعمرين على استعداد، بمن فيهم المينونايت. بحلول عام 1938 ، تم تشكيل جميع الهياكل المحلية لل DVV. أصبح العديد من أعضاء DVV من الثوار الألمان أثناء غزو بولندا عام 1939 وفقًا للأبحاث. لقد عوملوا كجزء لا يتجزأ من السياسة الخارجية الألمانية تجاه الدولة البولندية.  
قبل اندلاع الحرب مباشرة، تم تنفيذ -في حي بويل في وارسو-حملة دعاية ضخمة من قبل أعضاء دويتشر فولكسفيرباند من إخراج العميل الألماني ألكس نيبي، في محاولة لإقناع البولنديين الشباب بالانضمام إلى الفيرماخت. تشير التقديرات إلى أن ما يصل إلى 20 ألف ألماني من أصل إثني يعيشون في بولندا ينتمون إلى منظمات متورطة في أعمال تخريبية،  بما في ذلك دويتشر فولكسبوند في سيليزيا، و دويتشر فولكسفيرباريد في منطقة لودز، ودويتش فيرينيجنج في بوميرانيا، وجونجديوتش بارتاي في جميع أنحاء البلاد.